# Martyringa
Martyringa is een geslacht van vlinders van de familie sikkelmotten (Oecophoridae), uit de onderfamilie Oecophorinae.

## Soorten
- M. latipennis (Walsingham, 1882)
- M. ravicapitis Hodges, 1960
- M. ussuriella Lvovsky, 1979
- M. xeraula Meyrick, 1910